# Фонтаниле ди Весковера (Павија)
Фонтаниле ди Весковера је насеље у Италији у округу Павија, региону Ломбардија.
Према процени из 2011. у насељу је живело 18 становника. Насеље се налази на надморској висини од 76 м.